# 新田大夫第

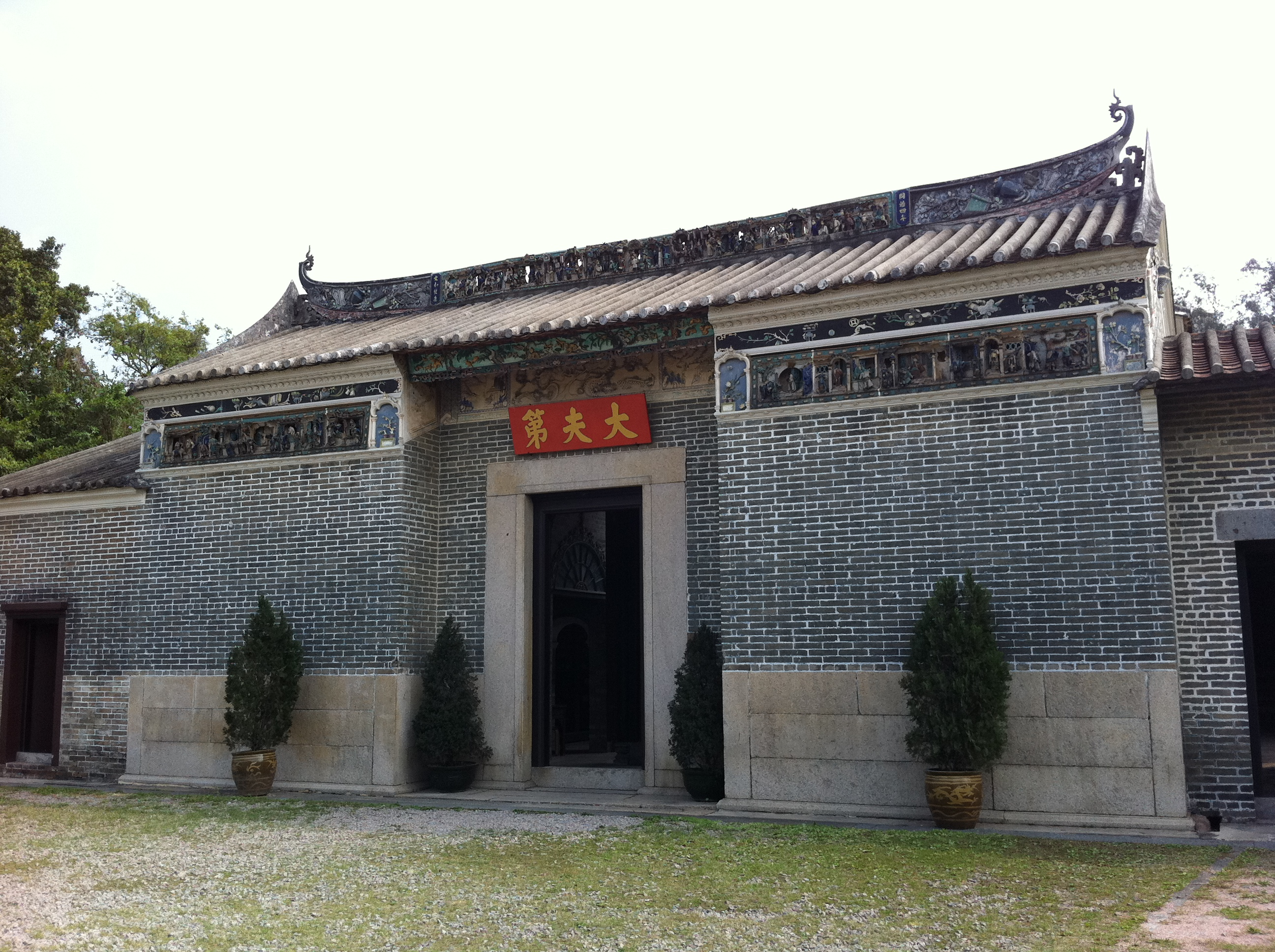
新田大夫第

新田大夫第（英語：Tai Fu Tai Mansion）一位於香港新界元朗區新田永平村，為文氏富裕子弟文頌鑾於1865年前後修建，於1967年定為法定古蹟，於1948年對外開放供市民參觀。

## 歷史
所謂「大夫第」即指有功名之人士的府第。新田大夫第由當地大戶文氏的族人文頌鑾於清代同治4年（1865年）左右興建。新田文氏即宋末烈士文天祥之堂弟文天瑞的後裔，其21世祖文頌鑾，曾於光緒12年（1886年）丙戌科高中進士，朝廷欽點任「營用守府」之職，並因個人品行素著而獲清帝御賜「大夫」名銜。府內屋簷下有兩塊以滿漢二文寫成的牌匾，更是光緒帝於1875年御賜表揚文頌鑾雙親的詔書木刻。
大夫第於1987年定為法定古蹟，經政府專業的維修與復原，修葺工程由香港賽馬會資助，於1988年對外開放。政府與地主協議，把大夫第後面原有的荔枝園改建成住宅，作為保護大夫第的協議條件之一，建成大夫第花園第1期及第2期。附近有文天祥紀念公園、東山古廟、麟峯文公祠等文化建築。

## 建築特色

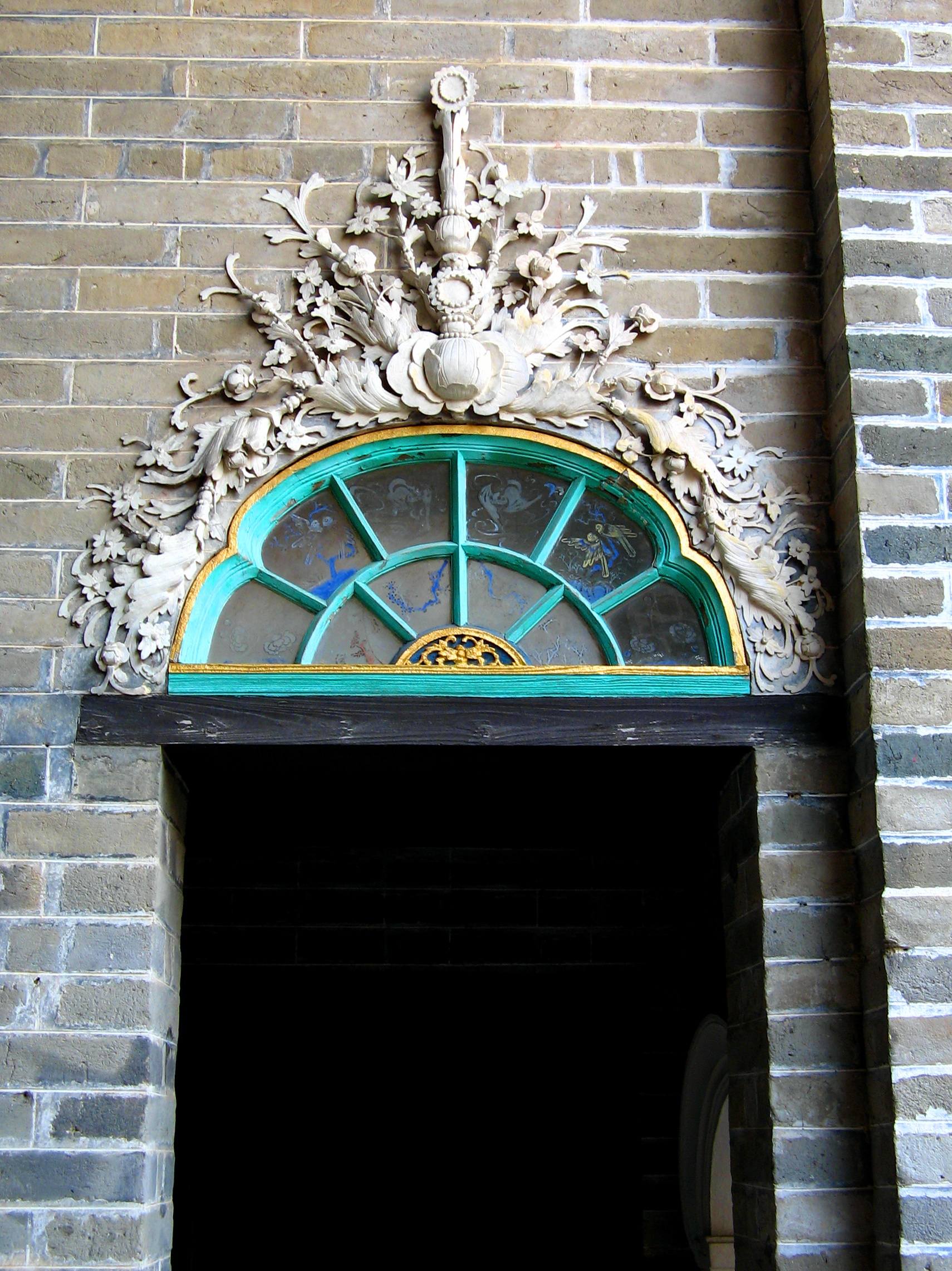
門頭上洛可可式的浮雕

大夫第可以作為香港早期中西文化匯集的佐證，其建築方式、結構和外形以至裝飾雖然均根據中國傳統手法，材料也運用廣東清水青磚、灰瓦和陶瓷，屋脊精巧以戲曲人物《楊家將》為主的陶塑正脊更出自石灣名家文如壁。大夫第為兩進式三間兩廊的格局，主樓呈九宮格式布局，中軸線上有門廳、天井和正廳，而兩邊是六間廂房和正房；上層的閣樓，可用作書房或客房；但佈局並非完全以「軸」為中心，左右也不對稱，最特別的是左翼的花廳及內院，右翼是廚房及廁所。有些裝飾細節更蘊含西洋風格，宅內門頭上刻有洛可可式的浮雕，窗門有彩色的玻璃，砌成不同形狀的幾何圖案，二樓迴廊的欄杆有十字形的裝飾圖案，混合了中西不同風格。

## 外景場地
賀歲片《行運超人》以大夫第作為拍攝場地。

## 開放時間
每日09:00-13:00及14:00-17:00開放。逢星期二、聖誕日、聖誕翌日、元旦日及農曆年初一至初三休息。

## 外部連結
- 長春社環境教育網站 - 大夫第 （页面存档备份，存于）
- 元朗新田大夫第 - 康樂及文化事務署-古物古蹟辦事處
- 大夫第照片 僑歐文氏宗親會(英國總會)[永久]